# Marek Kuzma
Marek Kuzma (* 22. června 1988, Trenčín) je slovenský fotbalový útočník, od září 2015 působící v klubu TJ Iskra Borčice. Mimo Slovensko působil v Česku.

## Klubová kariéra
Svoji fotbalovou kariéru začal v Dubnici, kde se přes všechny mládežnické kategorie propracoval v roce 2006 do prvního mužstva. Na podzim 2009 hostoval v Banské Bystrici. Před jarní částí sezony 2009/10 přestoupil do Slovanu Bratislava. V únoru 2011 odešel na hostování do Dubnice. Před jarní částí sezony 2011/12 zamířil hostovat do Banské Bystrice a na podzim 2012 působil na hostování v českém klubu 1. FC Slovácko, které se pro hráče stalo prvním zahraničním angažmá. V jarní části ročníku 2012/13 získal se Slovanem Bratislava „double“, tzn. ligový titul a triumf v domácím poháru. V létě 2014 přestoupil do Spartaku Myjavy. V září 2015 posílil klub TJ Iskra Borčice, tehdejšího nováčka slovenské druhé nejvyšší ligy.